# Nikolskoje (Leningrad)
Nikolskoje (russisch Нико́льское, finnisch Lomkka) ist eine Stadt in der nordwestrussischen Oblast Leningrad. Sie hat 21.382 Einwohner (Stand 1. Januar 2024).

## Geografie
Die Stadt liegt etwa 40 km südöstlich der Oblasthauptstadt Sankt Petersburg an der Tosna, einem linken Nebenfluss der Newa.
Nikolskoje gehört zum Rajon Tosno.

## Geschichte
Nikolskoje wurde auf Anweisung Peter I. 1710 im Zusammenhang mit der Errichtung Sankt Petersburgs gegründet, als in der Umgebung mit der Förderung von Baustoffen (Sand und Steine) begonnen wurde. Hier wurden insbesondere Steinmetze aus den Gebieten Zentralrusslands angesiedelt. Seinen Namen erhielt das Dorf nach einer Ikone des Nikolaus von Myra, für welche die Neusiedler 1712 bis 1718 eine erste hölzerne Kapelle errichteten.
1877 wurde eine Schießpulverfabrik errichtet.
Im Zweiten Weltkrieg war Nikolskoje während der Leningrader Blockade von der deutschen Wehrmacht besetzt.
1958 wurde der Status einer Siedlung städtischen Typs und 1990 das Stadtrecht verliehen.

### Bevölkerungsentwicklung
| Jahr | Einwohner |
| ---- | --------- |
| 1897 | 1.000     |
| 1959 | 6.436     |
| 1970 | 9.458     |
| 1979 | 13.160    |
| 1989 | 17.215    |
| 2002 | 17.306    |
| 2010 | 19.280    |

Anmerkung: Volkszählungsdaten (1897 gerundet)

## Wirtschaft und Infrastruktur
In Nikolskoje gibt es Betriebe der Baustoffwirtschaft (Ziegel, Keramikfliesen und -rohre, Kies), eine chemische (Sokol) und eine kleine Maschinenfabrik.
Die nächstgelegenen Eisenbahnstationen sind westlich Popowka in Krasny Bor an der Strecke von Sankt Petersburg nach Moskau (Streckenkilometer 35) und nördlich Iwanowskaja bei Otradnoje an der Strecke Richtung Wolchow (Streckenkilometer 33). Beide sind etwa sechs Kilometer vom Stadtzentrum von Nikolskoje entfernt.
Durch Nikolskoje führt die Lokalstraße, welche die Fernstraße M10 nördlich Tosno über Otradnoje mit der Fernstraße M18 bei Kirowsk verbindet.